# Josefskirche (Lublin)

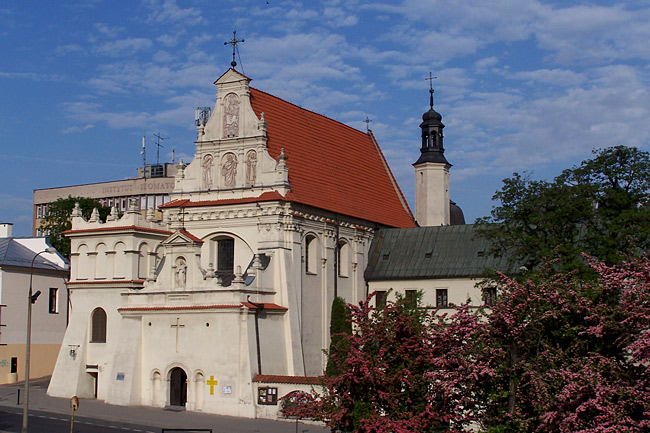
Josefskirche Lublin

Die Josefskirche (polnisch Kościół Karmelitów Bosych pw. św Józefa Oblubieńca Najświętszej Marii Panny) in Lublin ist eine dem Patronat des Josef von Nazaret anvertraute  römisch-katholische Kirche. Sie wurde im 17. Jahrhundert vor den Toren der Altstadt als Teil eines Klosters des Kartäuserordens errichtet.

## Geschichte
An der Stelle der heutigen Kirche stand zuvor der Palast des Woiwoden Rafał Leszczyński (1526–1592). Nach seinem Tod erwarb ihn Katarzyna z Kretków Sanguszkowa und stellte ihn dem Orden der Unbeschuhten Karmelitinnen zur Verfügung. Diese errichteten hier ein Kloster. Zwischen 1636 und 1644 ließen sie die dazugehörige St.-Josef-Kirche errichten.
1807 übernahm der Männerorden der Unbeschuhten Karmeliten. 1864 wurde der Orden in Lublin aufgelöst und das Kloster wurde in eine zaristische Kaserne umgewandelt. 1906 wurde die Kirche grundlegend restauriert. 1919 zogen die Unbeschuhten Karmeliten erneut in das Kloster ein.
In der Zeit der Volksrepublik Polen befand sich hier kurzzeitig eine Haftanstalt des sowjetischen NKWD. Derzeit werden Kloster und Kirche wieder von den Unbeschuhten Karmeliten genutzt.

## Architektur
Die Kirche befindet sich innerhalb eines abgeschlossenen Baukomplexes aus Kirche, freistehendem Glockenturm, dem ehemaligen Klostergebäude und einem Innenhof. Sie wird der Lubliner Renaissance zugeordnet.
Dem Kirchenbau ist eine Eingangshalle mit einem Rundbogenportal vorgestellt, das von zwei schmalen Rundbogennischen begleitet wird. Auf das Sockelgeschoss folgen ein breiter Architrav sowie eine Ädikula, die auf beiden Seiten mit Voluten, dekorativen Obelisken u. a. gestützt wird, sie enthält eine Jesusfigur. Links wird die Vorhalle von einem mehrgeschossigen altanartigen Anbau flankiert, der mit einer Brüstung mit Voluten und skulpturalem Dekor abgeschlossen wird.
Die Fassade, die von den Vor- und Anbauten in Teilen zugestellt, bzw. zugebaut ist, wird von einem Staffelgiebel mit Pilastergliederung, Rundbogennischen, sowie Voluten und anderem skulpturalen Zierrat bekrönt. Die drei Rundbogennischen in der unteren Zone des Giebels zeigen Flachreliefs des Ordensgründers Bruno von Köln, flankiert von den beiden Karmeliterheiligen Teresa von Avila und Johannes vom Kreuz. Die darüberliegende Nische enthält das Flachrelief einer gekrönten Madonna mit Kind sowie das Signet des Ordens, das Giebeldreieck die Jahreszahl 1640.

## Ausstattung

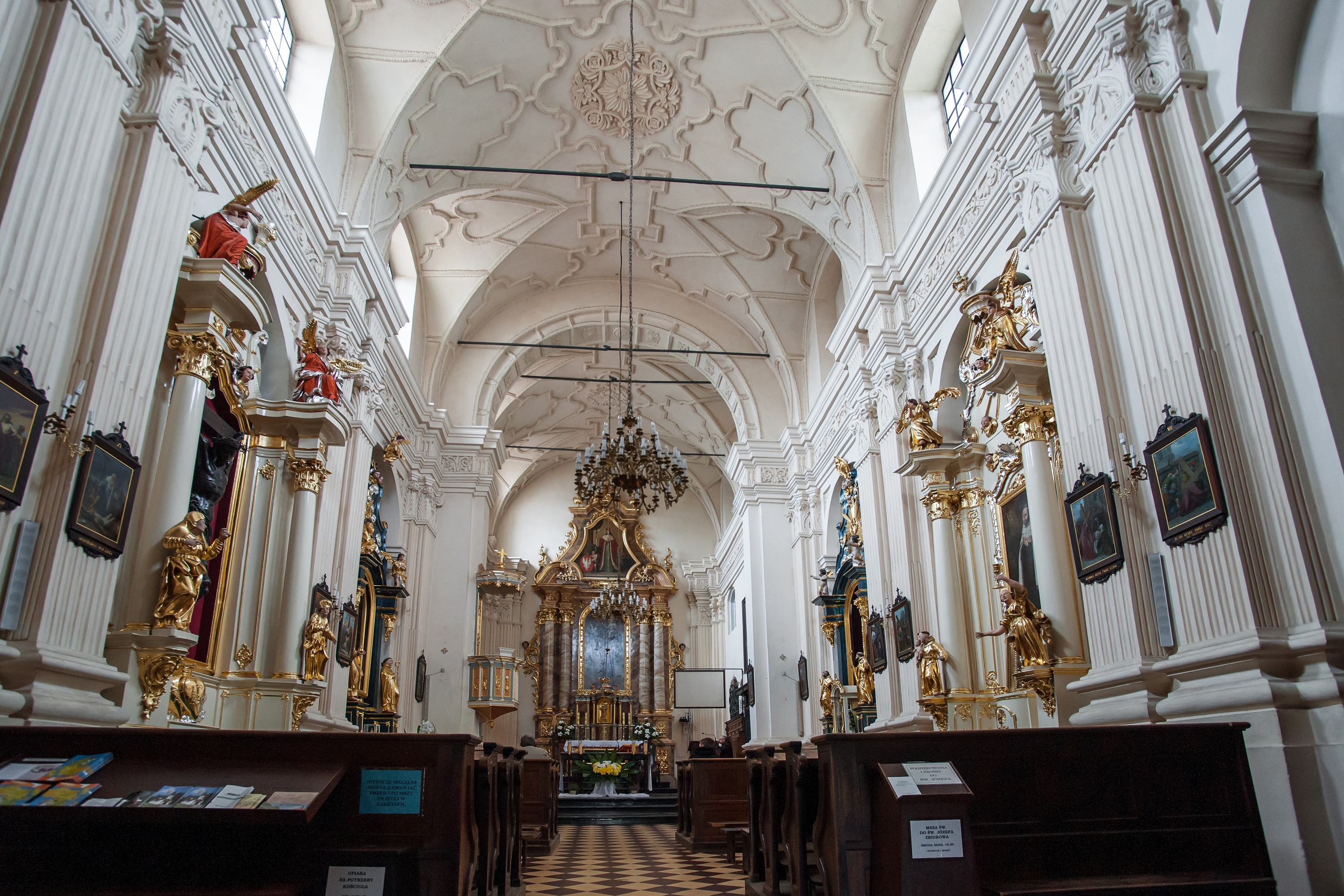
Innenansicht

Der Kirchenraum ist eine einschiffige, dreiachsige Halle mit eingezogenem Chor und Stichkappengewölbe. Beleuchtet wird er durch große Fensteröffnungen in der Basiszone des Gewölbes. Das Gewölbe und der Triumphbogen sind mit Stuckdekor ausgestattet. Die Wände sind durch kannelierte Pilaster und ein umlaufendes verkröpftes Gesims gegliedert.
Die Kirche ist aufwendig mit Stukkaturen und vergoldeten Skulpturen von Engeln und Heiligen versehenen Seitenaltären ausgestattet. Das Gemälde des neobarocken Hauptaltars präsentiert den Patronatsheiligen Josef von Nazaret mit dem Jesusknaben auf dem Arm und seinem Attribut, einer weißen Lilie; im Auszug das Porträt eines Königs mit Hermelinmantel und Königsinsignien, begleitete von einem Knaben, der das polnische Wappen präsentiert.